# العلاقات الفانواتية النيجيرية
العلاقات الفانواتية النيجيرية هي العلاقات الثنائية التي تجمع بين فانواتو ونيجيريا.

## مقارنة بين البلدين
هذه مقارنة عامة ومرجعية للدولتين:
| وجه المقارنة                                              | فانواتو                                  | نيجيريا                     |
| --------------------------------------------------------- | ---------------------------------------- | --------------------------- |
| المساحة (كم2)                                             | 12.19 ألف                                | 923.77 ألف                  |
| عدد السكان (نسمة)                                         | 276.24 ألف                               | 190.89 مليون                |
| الكثافة السكانية (ن./كم²)                                 | 22.66                                    | 206.64                      |
| العاصمة                                                   | بورت فيلا                                | أبوجا، لاغوس                |
| اللغة الرسمية                                             | اللغة البسلاما، لغة فرنسية، لغة إنجليزية | لغة إنجليزية، اللغة اليوربا |
| العملة                                                    | فاتو فانواتي                             | نيرة نيجيرية                |
| الناتج المحلي الإجمالي (بليون دولار)                      | 862.88 مليون                             | 375.77 مليار                |
| الناتج المحلي الإجمالي (تعادل القوة الشرائية) بليون دولار | 790.76 مليون                             | 1.09 تريليون                |
| الناتج المحلي الإجمالي الاسمي للفرد دولار أمريكي          | 2.81 ألف                                 | 2.64 ألف                    |
| الناتج المحلي الإجمالي للفرد دولار أمريكي                 | 3.03 ألف                                 | 5.91 ألف                    |
| مؤشر التنمية البشرية                                      | 0.594                                    | 0.514                       |
| رمز المكالمات الدولي                                      | +678                                     | +234                        |
| رمز الإنترنت                                              | .vu                                      | .ng                         |
| المنطقة الزمنية                                           | ت ع م+11:00                              | ت ع م+01:00                 |

## منظمات دولية مشتركة
يشترك البلدان في عضوية مجموعة من المنظمات الدولية، منها:
| علم المنظمة | اسم المنظمة                                 | تاريخ انضمام فانواتو | تاريخ انضمام نيجيريا |
| ----------- | ------------------------------------------- | -------------------- | -------------------- |
|             | مجموعة دول أفريقيا والكاريبي والمحيط الهادئ | ?                    | ?                    |
|             | مؤسسة التنمية الدولية                       | 28 سبتمبر 1981       | 14 نوفمبر 1961       |
|             | الأمم المتحدة                               | 15 سبتمبر 1981       | 7 أكتوبر 1960        |
|             | منظمة التجارة العالمية                      | ?                    | ?                    |
|             | دول الكومنولث                               | ?                    | ?                    |
|             | الاتحاد الدولي للاتصالات                    | 30 مارس 1988         | 11 أبريل 1961        |
|             | البنك الدولي للإنشاء والتعمير               | 28 سبتمبر 1981       | 30 مارس 1961         |
|             | المنظمة الهيدروغرافية الدولية               | ?                    | ?                    |
|             | الاتحاد البريدي العالمي                     | ?                    | ?                    |
|             | منظمة حظر الأسلحة الكيميائية                | ?                    | ?                    |
|             | مؤسسة التمويل الدولية                       | 28 سبتمبر 1981       | 30 مارس 1961         |
|             | وكالة ضمان الاستثمار متعدد الأطراف          | 27 يوليو 1988        | 12 أبريل 1988        |
|             | يونسكو                                      | 10 فبراير 1994       | 14 نوفمبر 1960       |

## وصلات خارجية
- موقع وزارة الخارجية النيجيرية